# Tomasz Radecki
Tomasz Radecki (ur. 21 grudnia 1898 w Częstochowie, zm. 1 sierpnia 1943 w Ciecierzynie) – działacz KPP i członek polskiego podziemia
W dwudziestoleciu międzywojennym był członkiem Komunistycznej Partii Polski, w czasie niemieckiej okupacji działał w polskim podziemiu, za co został aresztowany przez hitlerowców w 1943 roku i wywieziony do obozu koncentracyjnego KL Auschwitz-Birkenau, skąd udało mu się zbiec i przedostać do oddziałów partyzanckich. Zginął w potyczce z żołnierzami niemieckimi w Ciecierzynie 1 sierpnia 1943 roku. W 1948 pośmiertnie odznaczony Orderem Krzyża Grunwaldu III klasy.